# La carica dei 101 - La serie
La carica dei 101 - La serie (101 Dalmatians: The Series) è una serie televisiva animata del 1997 prodotta dalla Walt Disney Company.
La serie è basata sul film d'animazione della Disney La carica dei cento e uno e anche sul rifacimento live-action del 1996. È caratterizzata da una serie di nuovi personaggi, e ha come protagonisti alcuni figli di Pongo e Peggy, più una gallina per amica, Spot.
In Italia è stata trasmessa su Disney Channel dal 4 ottobre 1998.

## Episodi

### Prima stagione
1. Home is Where the Bark Is
2. Giochi spaziali (He Followed Me Home) / Predizione che passione (Love 'Em and Flea 'Em)
3. Mezzogiorno di gatto (Howl Noon) / Attenti alle bugie (Easy on the Lies)
4. In coppia si vince (Two for the Show) / Ufficiale e gentilcane (An Officer and a Gentledog)
5. Duri da strapazzo (Bad to the Bone) / Crudelia la finta campagnola (Southern Fried Cruella)
6. Una corte spietata (Swine Song) / Anche gli idoli piangono (Watch for Falling Idols)
7. Il prezzo della popolarità (The High Price of Fame) / La grande invasione dei gatti (The Great Cat Invasion)
8. Vagoni e milioni (No Train, No Gain)
9. Pulcini canini (Rolly's Egg-Celent Adventure) / Baby sitter per caso (Wild Chick Chase)
10. Il prezzo della popolarità (The Dogs of DeVil) / La grande invenzione (Dog's Best Friend)
11. Il Natale di Crudelia (A Christmas Cruella)[2]
12. Out to Launch / You Slipped a Disk

### Seconda stagione
1. Chow About That? / Tic Track Toe
2. Lucky All-Star / Shake, Rattle, and Woof
3. Cadpig Behind Bars / Leisure Lawsuit
4. Purred It Through the Grapevine / Un posto tutto nostro (Our Own Digs)
5. Pelle d'oca (Goose Pimples) / Two Faces of Anita
6. The Fungus Among Us
7. Market Mayham
8. Finalmente solo (Lucky to be Alone) / Four Stories Up
9. It's a Swamp Thing
10. Roll Out the Pork Barrel / Alive N' Chicken
11. Prima Doggy / You Say It's Your Birthday
12. Oozy Does It
13. Barnboozled / Citizen Canine
14. Full Metal Pullet
15. Dough the Right Thing / Frisky Business
16. Cadet of the Month / Valentine Daze
17. Close but no Cigar
18. Invasion of the Doggy Snatchers / Smoke Detectors
19. Lobster Tale / Double Dog Dare
20. Mooove It On Over / Shipwrecked
21. Senza mappa non si scappa (Mall Pups)
22. Il sorciullo fasullo (Shrewzle Watch)
23. Chi la salva non si salva (The Life You Save) / Chi di blu ferisce di blu perisce (Spots and Shots)
24. Chi si installa nella stalla? (On the Lamb) / Treasure of Swamp Island
25. Lord of the Termites / Fountain of Youth
26. Walk a Mile in my Tracks / Cruella World
27. Hail to the Chief
28. Food for Thought / Il mistero dell'uovo rapito (The Maltese Chicken)
29. Film Fatale
30. My Fair Chicken / Snow Bounders
31. Gnaw or Never / Poison Ivy
32. 'Twelve Angry Pups / The Good-bye Chick
33. Robo-Rolly
34. Splishing and Splashing / Virtual Lucky
35. Cupid Pups
36. The Artist Formerly Known as Spot
37. The Nose Knows / K Is For Kibble
38. Humanitarian of the Year
39. Beauty Pageant Pandemonium
40. Hog-Tied / Coup DeVil
41. Every Little Crooked Nanny
42. Cone Head / Channels
43. Un-Lucky / The Making Of...
44. Best of Show
45. Walk on the Wild Side / Horace and Jasper's Big Career Move
46. DeVil-Age Elder
47. Jurassic Bark
48. My Fair Moochie / Dog Food Day Afternoon
49. Spot's Fairy God-Chicken / Good Neighbor Cruella
50. Animal House Party
51. Vacanza Dalmata (prima parte) - Guerrieri della strada (Dalmatian Vacation: Part 1 - Road Warriors)
52. Vacanza Dalmata (seconda parte) - Calamità campestre (Dalmatian Vacation: Part 2 - Cross-Country Calamity)
53. Vacanza Dalmata (terza parte) - Caro caro (Dalmatian Vacation: Part 3 - Dearly Beloved)

## Doppiaggio
| Personaggio     | Doppiatore originale        | Doppiatore italiano  |
| --------------- | --------------------------- | -------------------- |
| Lucky           | Pamela Segall Debi Mae West | Paola Majano         |
| Capdig          | Kath Soucie                 | Alida Milana         |
| Rolly           | Kath Soucie                 | Antonella Baldini    |
| Anita Dearly    | Kath Soucie                 | Chiara Colizzi       |
| Spot            | Tara Strong                 | Lorenza Biella       |
| Crudelia De Mon | April Winchell              | Ludovica Modugno     |
| Roger Dearly    | Jeff Bennett                | Roberto Draghetti    |
| Nilla           | Charlotte Rae               | Isa Bellini          |
| Pongo           | Kevin Schon                 | Vittorio Guerrieri   |
| Peggy           | Pam Dawber                  | Francesca Fiorentini |
| Tenente Pug     | Jeff Bennett                | Saverio Indrio       |

## Distribuzione

### Edizioni home video

#### DVD
- L'episodio Il Natale di Crudelia è stato incluso nel DVD Il Natale più bello uscito il 2 luglio 2010 (con il titolo alternativo Crudelia natalizia).